# Rosine Deréan
Rosine Deréan, de son vrai nom Rosine Jeanne Schlotterbeck (reconnue Degoulet), née le 23 février 1910, de père inconnu, à Paris 17e et morte le 14 mars 2001 à Genillé (Indre-et-Loire), est une actrice française.

## Biographie
Née Rosine Jeanne Schlotterbeck, Rosine Deréan prend pour nom de scène celui de l'héroïne de la comtesse de Ségur, Sophie de Réan. Elle est la fille de l'actrice du cinéma muet, Yane Exiane.
Elle entame sa carrière cinématographique à l'avènement du cinéma parlant et la poursuit jusqu'à la guerre en tournant avec plusieurs célébrités de l'époque.
En 1937, elle épouse l'acteur Claude Dauphin, né Claude Legrand, avec qui elle a un fils, André Legrand-Dauphin.
Claude Dauphin s'engage dans la Résistance durant la guerre et passe à Londres en 1942.
Également engagée dans la Résistance, mais en France, elle est arrêtée en 1943, puis déportée au camp de Ravensbruck jusqu'en 1945.
À son retour, elle se sépare de son époux, disparaît progressivement de la vie publique et termine son existence à Genillé (Indre-et-Loire), où elle a longtemps habité l'ancienne abbaye de La Bourdillière.

## Filmographie
- 1931 : Les Cinq Gentlemen maudits de Julien Duvivier : Françoise
- 1932 : Maquillage de Karl Anton
- 1932 : Le Chien jaune de Jean Tarride : Emma
- 1932 : Barranco d'André Berthomieu : Aline de Estranglebleu
- 1932 : Aux urnes, citoyens ! de Jean Hémard : Nicole
- 1932 : La Belle Marinière d'Harry Lachman
- 1932 : Ce cochon de Morin de Georges Lacombe
- 1933 : Un certain monsieur Grant de Gerhard Lamprecht et Roger Le Bon
- 1933 : Les Deux Orphelines de Maurice Tourneur : Louise
- 1934 : L'Or de Serge de Poligny et Karl Hartl : Hélène
- 1934 : Lac aux dames de Marc Allégret : Danny Lyssenhop
- 1934 : Maître Bolbec et son mari de Jacques Natanson : Cécile Pointet
- 1935 : Veille d'armes de Marcel L'Herbier : Alice
- 1935 : L'Auberge du petit dragon de Jean de Limur
- 1935 : Marchand d'amour d'Edmond T. Gréville : Lily
- 1935 : La Route heureuse de Georges Lacombe : Maria
- 1936 : Faisons un rêve de Sacha Guitry
- 1936 : Le Roman d'un tricheur de Sacha Guitry : la voleuse de bijoux
- 1936 : Gigolette d'Yvan Noé : Geneviève de Margemont / Palote Vauquelin
- 1937 : Les Perles de la couronne de Christian-Jaque et Sacha Guitry
- 1937 : Arsène Lupin détective d'Henri Diamant-Berger : Germaine Laurent
- 1940 : Les Surprises de la radio de Marcel Paul (apparition)
- 1946 : L'assassin n'est pas coupable de René Delacroix
- 1952 : Agence matrimoniale de Jean-Paul Le Chanois

## Théâtre
- 1937 : Pacifique de Henri-René Lenormand, mise en scène Alice Cocéa, Théâtre des Ambassadeurs
- 1940 : Histoire de rire d'Armand Salacrou, mise en scène Alice Cocéa, théâtre de la Michodière
- 1946 : Le Bal des pompiers de Jean Nohain, mise en scène Pierre-Louis, théâtre des Célestins